# Poa matris-occidentalis ssp. mohinorensis
Poa matris-occidentalis ssp. mohinorensis là một phân loài cỏ trong họ hòa thảo, thuộc chi poa.